# Julio César Chávez Álvarez
Julio Cesar Chavez  o Julio Chavez (16 de enero de 1992, San Pedro Garza Garcia, Nuevo León, México) es un futbolista mexicano, que juega como mediocampista en Tigres UANL.

## Clubes
| Club               | País   | Año         |
| ------------------ | ------ | ----------- |
| Monterrey          | México | 2006 - 2009 |
| Panteras Negras FC | México | 2009        |
| Monarcas Morelia   | México | 2009 - 2010 |
| Tigres UANL        | México | 2010 - 2011 |